# Propstei Wechterswinkel

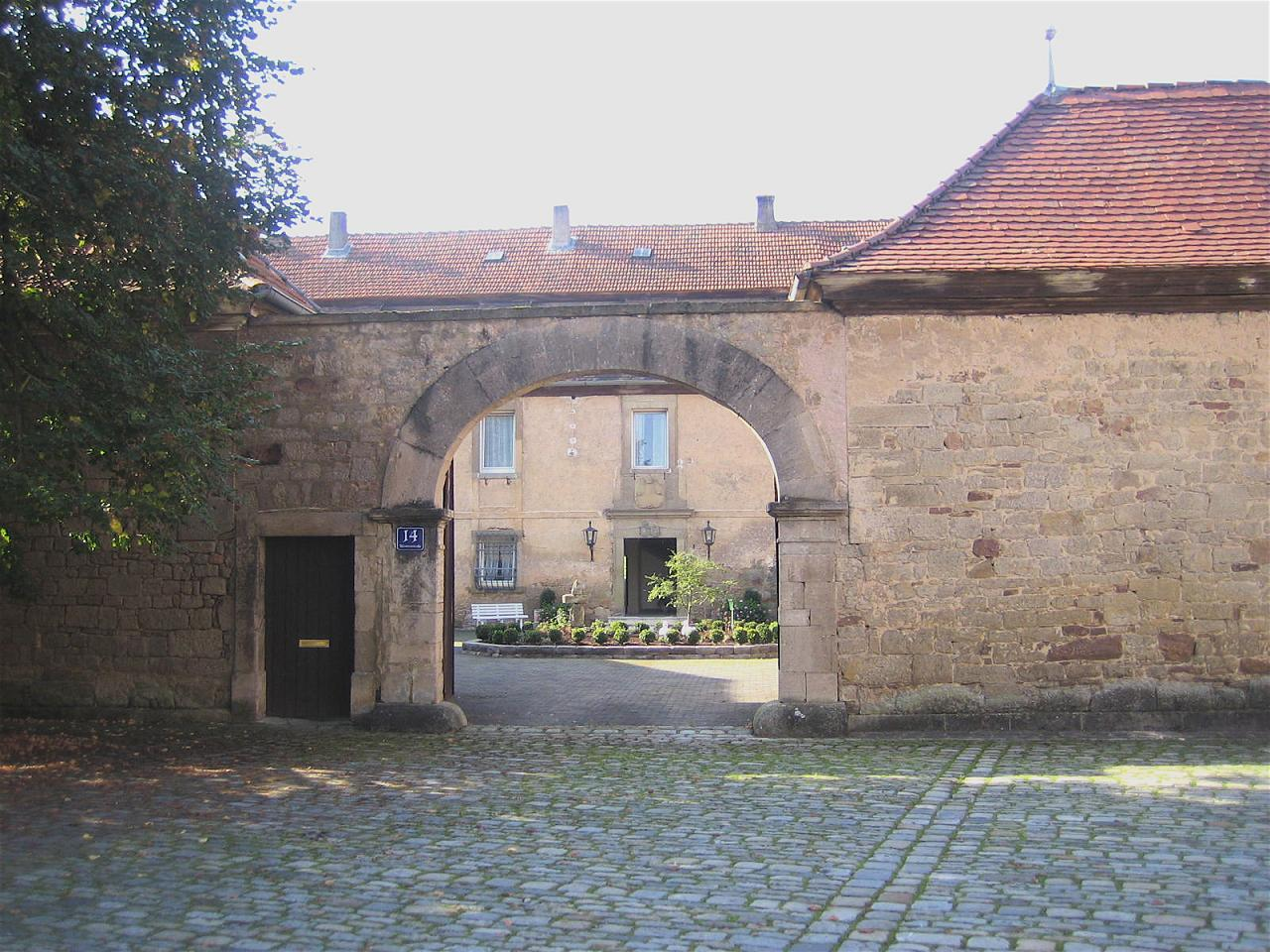
Toreinfahrt zur Propstei Wechterswinkel

Die ehemalige Propstei Wechterswinkel ist das 1793 von Oberpropst Carl Theodor von Dalberg (später Erzbischof von Mainz und Reichserzkanzler * 1744  † 1817) erbaute repräsentative Verwaltungsgebäude des Klosters Wechterswinkel. Die Propstei liegt im Landkreis Rhön-Grabfeld im Bastheimer Ortsteil Wechterswinkel in der Klosterstraße 14.
Das Anwesen ist mit folgendem Text als Einzeldenkmal nach Art. 1 DSchG in die Bayerische Denkmalliste eingetragen:

„Ehem. Propstei, symmetrische dreiflügelige Hofanlage, mit Mansarddach, 1793; breitgelagerter zweigeschossiger Hauptbau mit Mansardwalmdach, Pilastergliederung und Wappensteinen über dem Haupteingang; südlicher Flügelbau; nördlicher Flügelbau, auf Winkelgrundriss,eingeschossig mit Walmdach; Hoftor mit Pforte; Hofmauer mit Nebentor.“

## Bau- und Nutzungsgeschichte
Nach der Auflösung des Zisterzienserinnen-Klosters im 16. Jahrhundert wurden die reichen Klostergüter weiterhin von der Propstei aus verwaltet. Der mit der Verwaltung betraute Oberpropst, meist aus dem Kreise des Würzburger Domkapitels gewählt, wurde von einem vor Ort wohnenden Unterpropst vertreten. An Stelle des heutigen Gebäudes lässt sich mindestens ein barocker Vorgängerbau nachweisen (um 1700). Im Zuge der Sanierungsarbeiten 2020 wurde im Nordflügel ein historischer Fußbodenbelag aus gebrannten Ziegeln gefunden. Dieser Fußboden befand sich ca. 70 cm unter dem Fußbodenniveau von 1793.
Der im Sinne der Aufklärung moderne Neubau von 1793 wurde nur rund 10 Jahre bis zum Reichsdeputationshauptschluss und der Säkularisation als Verwaltungsgebäude genutzt.
1813/14 wurden die großzügigen Räumlichkeiten als Lazarett  durch das herzoglich würzburgische Militärhospital genutzt. Von den Verwundeten aus den Napoleonischen Kriegen wurden ca. 100 meist an Typhus verstorbene Patienten auf dem Wechterswinkler Friedhof beigesetzt.
Im 19. Jahrhundert wurde die Hofreite der Propstei meist landwirtschaftlich genutzt.
1914 wurde das Anwesen von dem Sprachforscher Ernst Lewy (1881–1966) erworben. Der Professor der Humboldt-Universität zu Berlin für Finno-ugrische Sprache, hat in der Propstei einige seiner Werke verfasst. 1933 musste das jüdische Intellektuellen Ehepaar Levy emigrieren, und die Propstei wurde von einer  Tochter der Familie als „Erholungsheim  Schloss Wechterswinkel“ unterhalten. 1939 wurde die komplette Liegenschaft durch die Gemeinde „arisiert“ und an den Reichsarbeitsdienst (RAD)  verpachtet. Von 1939 bis 1945 lebten in diesem „RAD-Heim für die weibliche Jugend“ bis zu 120 Mädchen und Frauen, um Arbeitseinsätze in den umliegenden Dörfern durchzuführen.
Nach Ende des Krieges wurde die Propstei kurze Zeit durch die US-Armee besetzt, anschließend diente sie als Flüchtlingsunterkunft für Vertriebene aus dem Sudetenland und Schlesien.
Seit 1950, nach der Rückgabe der Liegenschaft an die Familie Lewy, wurde die Propstei mehrfach verkauft und befindet sich heute in Privatbesitz.
Nach 10 Jahren denkmalgerechter Sanierung wird in der Propstei am 1. Juli 2021 unter der Leitung von Christiane Müller eine Herberge mit 4 Ferienwohnungen und 5 Doppelzimmern eröffnet.